# Karl Wiebel (Politiker, 1866)
Karl Arnold Wiebel (* 20. Juli 1866 in Elberfeld (heute Stadtteil von Wuppertal); † 26. Mai 1921 in Leipzig) war ein deutscher Arzt und Politiker (DNVP).

## Leben und Wirken
Nach dem Besuch der Vorschule und des Gymnasiums in Elberfeld trat Wiebel 1885 für ein halbes Jahr dem Füsilier-Regiment Nr. 80 bei. Danach studierte er Medizin an den Universitäten Marburg und Leipzig (1887–90). Nach dem Abschluss seines Studiums mit der Promotion zum Dr. med. gehörte Wiebel um die Jahreswende 1890/91 erneut für ein halbes Jahr dem Füsilier-Regiment Nr. 80 an. Anschließend verbrachte Wiebel noch ein Jahr als Arzt beim Infanterie-Regiment Nr. 87, bevor er 1891 eine Stellung als Badearzt im königlichen Bad Weilbach annahm. 1894 wechselte er als praktischer Arzt nach Rüsselsheim.
1907 gab Wiebel seine Praxis in Rüsselsheim auf, um als hauptamtlicher Geschäftsführer des Verbandes der Ärzte Deutschlands (Hartmannbund) zu arbeiten. In dieser Eigenschaft oblag ihm auch die Schriftleitung der Zeitungskorrespondenz des Ärzteblattes. Als Autor verfasste Wiebel vor allem Beiträge über Fragen der gewerkschaftlichen Ärztebewegung und verwandte Gebiete.
Am Ersten Weltkrieg nahm Wiebel als Oberstabsarzt teil. Nach dem Krieg ließ Wiebel sich als Mediziner in Leipzig nieder. Um 1919 trat er in die Deutschnationale Volkspartei (DNVP) ein. Im Juni 1920 zog Wiebel auf Vorschlag seiner Partei in den ersten Reichstag der Weimarer Republik ein, dem er bis zu seinem Tod im Mai 1921 angehörte. Wiebels Mandat wurde anschließend für den Rest der Legislaturperiode von seinem Parteifreund Gustav Budjuhn übernommen.